# Muriel Orlando
Muriel Orlando, vollständiger Name Juan Muriel Orlando, (* 18. März 1989 in Conesa, Argentinien) ist ein argentinischer Fußballspieler.

## Karriere
Der 1,81 Meter große Offensivakteur Orlando entstammt den Jugendmannschaften des argentinischen Vereins Club Atlético Huracán. Er absolvierte für das Erstligateam saisonübergreifend von seinem Erstligadebüt unter Trainer Ángel Cappa am 13. September 2009 bis zu seinem letzten Einsatz am 9. Oktober 2010 zehn Spiele in der Primera División. Ein Tor schoss er nicht. Anfang 2011 wurde er an den peruanischen Erstligisten Colegio Nacional Iquitos ausgeliehen. Für diesen bestritt er 13 Partien in der Primera División und erzielte sechs Treffer. Zur Jahresmitte 2011 kehrte er zu Huracán zurück. Weitere Einsätze weist die Statistik dort für ihn allerdings nicht aus. Ab der zweiten Januarhälfte 2012 setzte er seine Karriere in Malaysia beim Johor Darul Ta’zim FC in der Premier League fort. Für den malaysischen Klub traf er während seiner Vereinszugehörigkeit 42-mal ins gegnerische Tor. Mitte Januar 2015 schloss er sich León de Huánuco an. Bei den Peruanern stehen zehn persönlich torlose Erstligaeinsätze für ihn zu Buche. Des Weiteren kam er in zwei Begegnungen (kein Tor) der Copa Inca zum Einsatz. Im Januar 2015 wurde er sodann vom uruguayischen Erstligisten Rampla Juniors verpflichtet, für den er in der Clausura 2015 neunmal (zwei Tore) in der Primera División auflief. Sein Team stieg am Saisonende in die Segunda División ab. Ab Anfang Juli 2015 folgte eine Karrierestation bei Deportes Copiapó. Drei Tore bei 15 Einsätzen in der Primera B und sechs Treffer bei acht absolvierten Spielen in der Copa Chile weist die Statistik bei den Chilenen für ihn aus. Seit Jahresbeginn 2016 spielt er für zunächst sechs Monate auf Leihbasis für CD Antofagasta. Bei den Chilenen sind bislang (Stand: 28. September 2016) 16 Spiele und fünf Tore in der Primera División für ihn verzeichnet.